# Богдан Раковіцан
Богдан Раковіцан (рум. Bogdan Racovițan, нар. 6 червня 2000, Діжон, Франція) — румунський футболіст, центральний захисник польського клубу «Ракув».

## Ігрова кар'єра

### Клубна
Богдан Раковіцан народився у французькому місті Діжон і займатися футболом почав у молодіжній команді місцевого однойменного клубу. Але пробитися до основи «Діжона» Богдан так і не зумів, провівши три сезони у другому складі команди у Національному дивізіоні.
І в зимове трансферне вікно Раковіцан перебрався до Румунії, де приєднався до клубу «Ботошані» і 6 травня дебютував на професійному рівні у румунській Лізі І у матчі проти столичного «Стяуа».
А вже через рік, у січні 2022 року Раковіцан переїхав до Польщі, де підписав контракт на три з половиною роки з клубом Екстракласи «Ракув» з Ченстохова. Вже у першому сезоні в Польщі Раковіцан виграв з клубом Кубок та Суперкубок країни. А в наступному сезоні став чемпіоном Польщі. У складі «Ракува» футболіст дебютував у єврокубках.

### Збірна
З 2021 по 2023 роки Раковіцан виступав у складі молодіжної збірної Румунії. Восени 2023 року він отримав виклик до національної збірної Румунії на матчі відбору до Євро - 2024 але на поле того разу він не виходив.

## Титули
Ракув
 Чемпіон Польщі: 2022/23
 Переможець Кубка Польщі: 2021/22
 Переможець Суперкубка Польщі: 2022